# Мутоу (долина)
Долина Мутоу — ущелье, расположенное в Огненных горах в Турфанской впадине, около развалин древнего города Гаочан.
Через ущелье проходил Великий шёлковый путь. Под утёсом ущелья расположены Безекликские пещеры тысячи будд — комплекс пещер, датируемый V—IX вв.